# Першозванівка (Луганський район)
Першозва́нівка — село в Україні, у Лутугинській міській громаді Луганського району Луганської області.

## Географія
У селі річка Оріхова впадає у Луганчик.

## Історія
12 червня 2020 року, відповідно до Розпорядження Кабінету Міністрів України № 717-р «Про визначення адміністративних центрів та затвердження територій територіальних громад Луганської області», увійшло до складу Лутугинської міської територіальної громади.
19 липня 2020 року, в результаті адміністративно-територіальної реформи та ліквідації  Лутугинського району, увійшло до складу новоутвореного Луганського району.

## Транспорт
На південній околиці села знаходиться залізнична станція Пристінок, через яку двічі на добу проходить потяг, що слідує з/до Ізвариного і Луганська (через Лутугине).

## Природа
Розташовані в околицях Першозванівки природні комплекси оголошені заказником, що отримав однойменну з населеним пунктом назву «Першозванівський».
В Рішенні Луганської обласної ради від 30.12.2010 р. N 2/21 вказано:
- «Відповідно до статей 52, 53 Закону України „Про природно-заповідний фонд України“ та п. 24 ст. 43 Закону України „Про місцеве самоврядування в Україні“, розглянувши клопотання обласної держадміністрації від 26.11.2010 N 1/9-6127, погодження користувачів природних ресурсів, проект створення ландшафтного заказника місцевого значення „Першозванівський“, з метою збереження типових для цього регіону природних ландшафтів, охорони рослинного та тваринного світу обласна рада вирішила:

Оголосити територію загальною площею 425,4800 га, яка, за даними державного земельного кадастру, враховується в Першозванівській сільській раді Лутугинського району Луганської області, ландшафтним заказником місцевого значення „Першозванівський“.»
- див. також: Природно-заповідний фонд Луганської області

## Населення
Згідно з переписом УРСР 1989 року чисельність наявного населення села становила 1158 осіб, з яких 543 чоловіки та 615 жінок.
За переписом населення України 2001 року в селі мешкала 1071 особа.

### Мова
Розподіл населення за рідною мовою за даними перепису 2001 року:
| Мова       | Відсоток |
| ---------- | -------- |
| українська | 83,44 %  |
| російська  | 15,16 %  |
| вірменська | 0,93 %   |
| білоруська | 0,19 %   |
| інші       | 0,28 %   |